# Teresa Burga

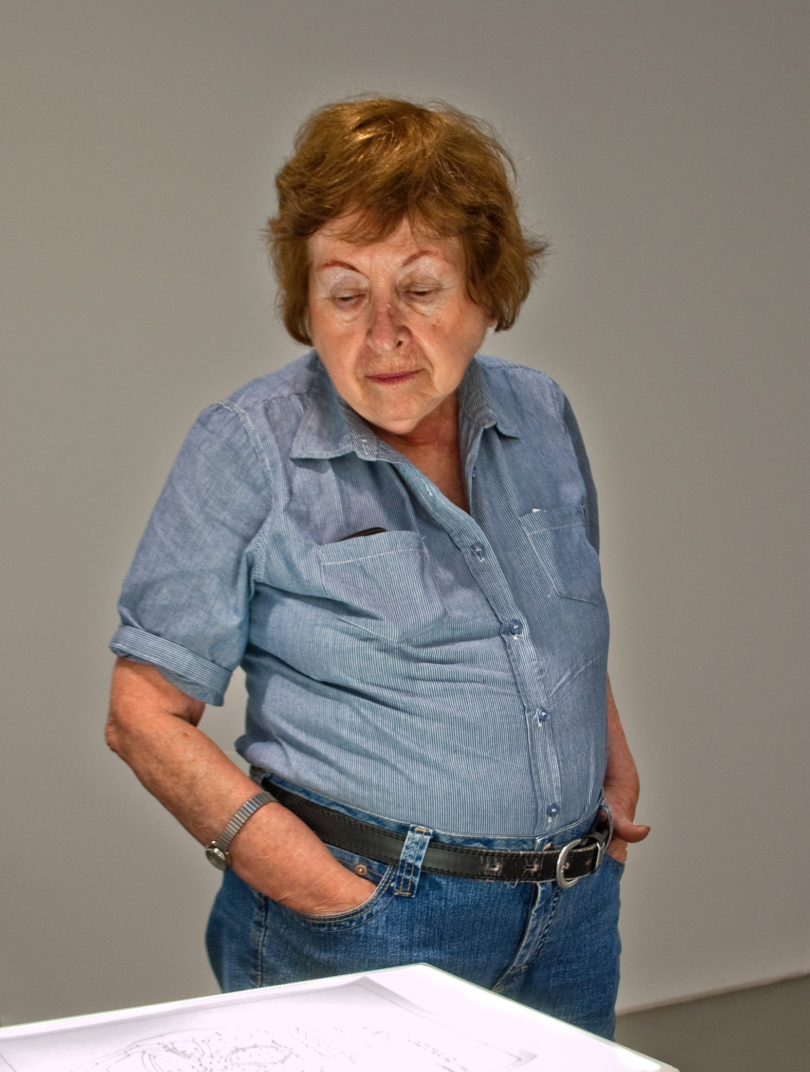
Teresa Burga (2012)

María Teresa Burga Ruiz (* 1935 in Iquitos; † 11. Februar 2021 in Lima) war eine peruanische bildende Künstlerin. Sie gilt als Wegbereiterin der Konzeptkunst in Lateinamerika. Ihre ab den 1960er Jahren entstandenen Werke umfassen außerdem Zeichnung, Malerei, Skulptur und Multimedia. Kennzeichnend für Burgas Arbeiten waren ihr analytischer Ansatz, die experimentelle und interdisziplinäre Herangehensweise und das Hinterfragen der künstlerischen Autorschaft.

## Leben und Werk

### Jugend und Ausbildung
Teresa Burga entstammt einer Offiziersfamilie. Sie brach ein Architekturstudium ab, um Malerei an der Katholischen Universität in Lima zu studieren. Dort machte sie 1965 ihren Abschluss. Zwischen 1960 und 1962 begleitete sie ihren Vater, der als Militärattaché an die peruanische Botschaft in Paris beordert worden war, und reiste durch Europa. Sie studierte Französisch an der Alliance Française und nahm Zeichenkurse an der Académie de la Grande Chaumière.
Nach dem Studium gründete sie 1966 mit anderen Künstlerinnen und Künstlern eine der ersten avantgardistischen Künstlergruppen in Peru, den Grupo Arte Nuevo. Die Gruppe wurde von Juan Acha, dem damals einflussreichsten Kunstkritiker des Landes, unterstützt. Mithilfe von Pop Art, Op-Art und Happenings rebellierten die Mitglieder der Gruppe gegen die peruanische Kunstszene, die sich damals stark an der europäischen akademischen Malerei orientierte. In einer Einzelausstellung, die 1967 in der Galerie „Cultura y Libertad“ in Lima zu sehen war, präsentierte Burga u. a. ein Bett, auf dem ein aus Laken und Kissen gebildeter „fügsamer“ weiblicher Körper lag. So kommentierte sie auf sarkastische Weise die soziale Situation von Frauen der Mittelschicht, was bei Presse und Kritik auf wenig Interesse stieß. Laut eigener Aussage der Künstlerin hatte sie ihre früheren, von einem „beherrschten Expressionismus“ charakterisierten Arbeiten in der Regel gut verkauft. Als sie sich jedoch von der figurativen Kunst abwandte und im Rahmen des Grupo Arte Nuevo zu experimentieren begann, habe das Interesse an ihr deutlich nachgelassen.
Die Serie „Prismas“ aus dem Jahr 1968 lässt erkennen, wie sich Burgas Interesse von der Fertigung des Werks zur Konzeption verschiebt: Die Serie besteht aus hölzernen Objekten, die im Auftrag der Künstlerin von Freunden bemalt wurden. Burgas Idee dabei war, dem Werk keine Subjektivität hinzuzufügen. Die Besucher der Ausstellung konnten die Objekte anfassen, drehen und wenden, um alle Seiten zu betrachten.
Ab 1968 – dem Jahr des Militärputsches in Peru – nahm sie als Fulbright-Stipendiatin zwei Jahre lang an einem spartenübergreifenden Programm der School of the Art Institute of Chicago teil. Dort beschäftigte sie sich für zukünftige Multimedia-Projekte mit Programmiersprachen und Diagrammen. Nach eigener Aussage kam sie in Chicago erstmals mit Konzeptkunst in Berührung und lernte Pop-Art-Größen wie Andy Warhol und Robert Rauschenberg kennen, die dort unterrichteten.

### Rückkehr nach Peru
Nach ihrem Abschluss in Chicago kehrte Burga 1971 nach Peru zurück. Die Kunstszene dort wurde mittlerweile von der nun herrschenden Militärjunta kontrolliert und der Grupo Arte Nuevo war verboten worden. Burgas Produktivität schränkte das zunächst nicht ein: Sie gestaltete ihre Werke gerade so politisch, dass sie dem Regime nicht auffielen. In den kommenden Jahren verwirklichte sie zwei große Installationen, die beide im Instituto Cultural Peruana Norteamericano (ICPNA) in Lima ausgestellt wurden: In Autorretrato. Estructura. Informe, 9.6.72 („Selbstbildnis. Struktur. Bericht“) aus dem Jahr 1972 dokumentierte sie anhand von u. a. Zeichnungen, Fotos und Berichten medizinische Informationen, die am 9. Juni 1972 zu ihrer Person gesammelt wurden. Mit diesem Werk, das als Vorläufer ihrer späteren Arbeit Perfil de la mujer peruana gilt, zeigte sie, wie der menschliche Körper auf standardisierte Art und Weise mithilfe von neuen Technologien vermessen wurde und wie mit diesen Daten soziale Kontrolle ausgeübt wurde. Das Publikum, das unter dem Titel laut Burga „ein hübsch gemaltes Porträt“ erwartet hatte, konnte mit der Installation wenig anfangen.
Zwei Jahre später basierte Burgas Installation Quatro mensajes („Vier Nachrichten“) auf vier Sendungen, die das peruanische Fernsehen am 27. Dezember 1973 ausgestrahlt hatte. Sie wurden auf unterschiedliche Weise zerlegt und in unleserliche Fragmente übersetzt. Die Arbeit wird als Anspielung auf Joseph Kosuths One and Three Chairs (1965) verstanden und kommentierte hintergründig die Verstaatlichung des Fernsehens unter dem Militärregime.
Ebenfalls im Jahr 1974 schuf Burga eine Reihe von Zeichnungen, deren Grundlage ein Gedicht des von ihr verehrten Jorge Luis Borges war: La noche que en el Sur lo velaron („Die Nacht, in der sie im Süden über ihn wachten“) aus dem Jahr 1929. Sie verwendete regelbasierte Verfahren, um die Wörter des Gedichts in farbige Gitter und andere Schemata zu übersetzen. Aus diesen Transkriptionen entwickelte ein Musiker später außerdem eine Partitur zu Ehren von Borges.

### Arbeit als Angestellte
Weil sie von ihrer Kunst nicht leben konnte, arbeitete Burga in den 1970er Jahren als freie Übersetzerin und Buchhalterin. Von 1975 bis 2000 war sie bei der Zollbehörde angestellt. Dort konzipierte sie ein Informationssystem namens SIGLA (Sistema de Información de Gestión Legal Aduanera, also ein Informationssystem zur Verwaltung des Zollrechts), das die effiziente Handhabung von Gesetzen ermöglichte. Ihre Tätigkeit dort, die abstrakte Strukturierung von Informationen, ähnelte laut Miguel A. López ihrer Arbeit als Konzeptkünstlerin, in der sie sich mit Systemen, Bürokratie und Vorschriften und deren Auswirkungen auseinandersetzte. Burga selbst sagte in einem Interview, dass diese Arbeit ihrer Neigung „über Systemabläufe nachzudenken, sie zu analysieren und zu optimieren“ entgegenkam.
Während sie tagsüber im Zollamt arbeitete, entstanden nachts von den späten 1970er bis in die frühen 1980er Jahre die sogenannten „Insomnia Drawings“. Das System dieser Zeichnungen fußte auf den zufallsbasierten Experimenten von Surrealisten wie Dolfi Trost, bei denen kreative Entscheidungen zugunsten eines algorithmischen Verfahrens aufgegeben wurden. Die Künstlerin füllte die Blätter wie geistesabwesend mit sich schlängelnden Linien und füllte die entstehenden Flächen planvoll mit Farben. Die fertigen Zeichnungen erinnern an Op-Art-Werke von Bridget Riley oder Ernesto Briel.
Als eines von Burgas Schlüsselwerken gilt Perfil de la mujer peruana („Profil der peruanischen Frau“), das sie von 1980 bis 1981 zusammen mit der Psychologin Marie-France Cathelat schuf. Bei dem interdisziplinären Konzeptkunstwerk führten Burga und Cathelat mit der Hilfe von 25 Assistentinnen und in Kooperation mit drei Universitäten eine Umfrage unter 300 Peruanerinnen zwischen 25 und 29 Jahren durch. Die Frauen wurden zu ihrem Alltag und ihren politischen Ansichten befragt, die Antworten wurden anhand von skulpturalen Objekten veranschaulicht. Das Werk, das den Status der Frauen unter affektiven, psychologischen, sexuellen, sozialen, erzieherischen, kulturellen, sprachlichen, religiösen, beruflichen, wirtschaftlichen, politischen und rechtlichen Aspekten analysierte, wird der zweiten Welle des Feminismus in Lateinamerika zugerechnet. Die Arbeit wurde erstmals 1981 auf dem „I Coloquio de Arte No-Objetual y Arte Urbano“ („Erstes Symposium für abstrakte und urbane Kunst“) im Museum für Moderne Kunst im kolumbianischen Medellín gezeigt. Einige Monate später wurde sie in der Galerie der Banco Continental in Lima präsentiert, und am Ende des Jahres wurde die vollständige Untersuchung als Buch veröffentlicht.
Anschließend wurde es im nationalistischen Klima unter den Präsidenten Velasco Alvarado und Belaúnde Terry für Burga immer schwerer, ihre künstlerischen Arbeiten zu veröffentlichen, da sie als „nicht peruanisch genug“ eingeschätzt wurden. Die Künstlerin erinnerte sich, dass von offizieller Seite hauptsächlich „Darstellungen von Bauern und Stillleben mit Früchten“ gefördert worden seien und ihre Künstlerfreunde eine enorme Anzahl von Obst-Bildern produzierten.

### Wiederentdeckung als Künstlerin
Erst 2007 wurde Burgas Werk durch die Kuratoren Miguel A. López, Emilio Tarazona und Dorota Biczel wiederentdeckt. Die jungen Kunsthistoriker hatten 2006 Kontakt mit der nun über Siebzigjährigen aufgenommen, um mehr über ihre Rolle in der peruanischen Kunstszene der 1960er-Jahre zu erfahren. Daraus entwickelte sich die erste Retrospektive Burgas 2010 im Instituto Cultural Peruana Norteamericano (ICPNA). Diese Ausstellung wurde bereits 2011 im Württembergischen Kunstverein gezeigt. Im selben Jahr nahm Burga an der 12. Istanbul Biennale teil. Okwui Enwezor lud Burga 2015 zur Biennale in Venedig ein.
In ihren letzten Jahren arbeitete Burga weiter als Künstlerin. So begann sie ab 2012 Kinderzeichnungen mit Filzstiften nachzuzeichnen. Außerdem war sie an einer Reihe von Gruppen- und Einzelausstellungen beteiligt.
Burga starb am 11. Februar 2021 in Lima an den Folgen einer Covid-19-Infektion. Das peruanische Kulturministerium twitterte die Nachricht noch am selben Tag. Der Nachlass der Künstlerin wird von der Galerie Barbara Thumm in Berlin betreut.

## Ausstellungen (Auswahl)
- 1965: Lima imaginada. Galería Cultura y Libertad, Lima
- 1967: Objetos. Galería Cultura y Libertad, Lima[3]
- 1972: Autorretrato. Estructura-Informe 9.6.72. Instituto Cultural Peruana Norteamericano (ICPNA), Lima
- 1974: 4 mensajes. Instituto Cultural Peruana Norteamericano (ICPNA), Lima[19]
- 2010: Informes, Esquemas, Intervalos 17.9.10. Instituto Cultural Peruana Norteamericano (ICPNA), Lima
- 2011: Die Chronologie der Teresa Burga. Berichte, Diagramme, Intervalle. 29.9.11. Württembergischer Kunstverein, Stuttgart
- 2014: artevida: política y artevida: corpo. Gruppenausstellung im Museu de Arte Moderna do Rio de Janeiro
- 2015: Teresa Burga. Estructuras de Aire. Museo de Arte Latinoamericano de Buenos Aires (MALBA)
- 2015: The World Goes Pop. Gruppenausstellung in der Tate Modern
- 2017: Radical Women: Latin American Art, 1960 –1985. Gruppenausstellung im Hammer Museum, Los Angeles
- 2018: Teresa Burga – Aleatory Structures. Migros Museum für Gegenwartskunst, Zürich

## Auszeichnungen (Auswahl)
- 2016: Personalidad Meritoria de la Cultura Peruana („Person mit Verdiensten um die peruanische Kultur“), Auszeichnung des peruanischen Kulturministeriums[23]
- 2018: Ehrendoktorin des School of the Art Institute of Chicago[24]

## Veröffentlichungen
- Mit Alejandro Jassan: Teresa Burga: September 5 -– October 12, 2019. Alexander Gray Associates, New York 2021, ISBN 978-0-57858-265-8
- Mit Marie-France Cathelat: Perfil de la mujer peruana, 1980-1981. Fondo del Libro del Banco Industrial del Perú, Lima 1981[25]